# Splavnění Labe z Chvaletic do Pardubic

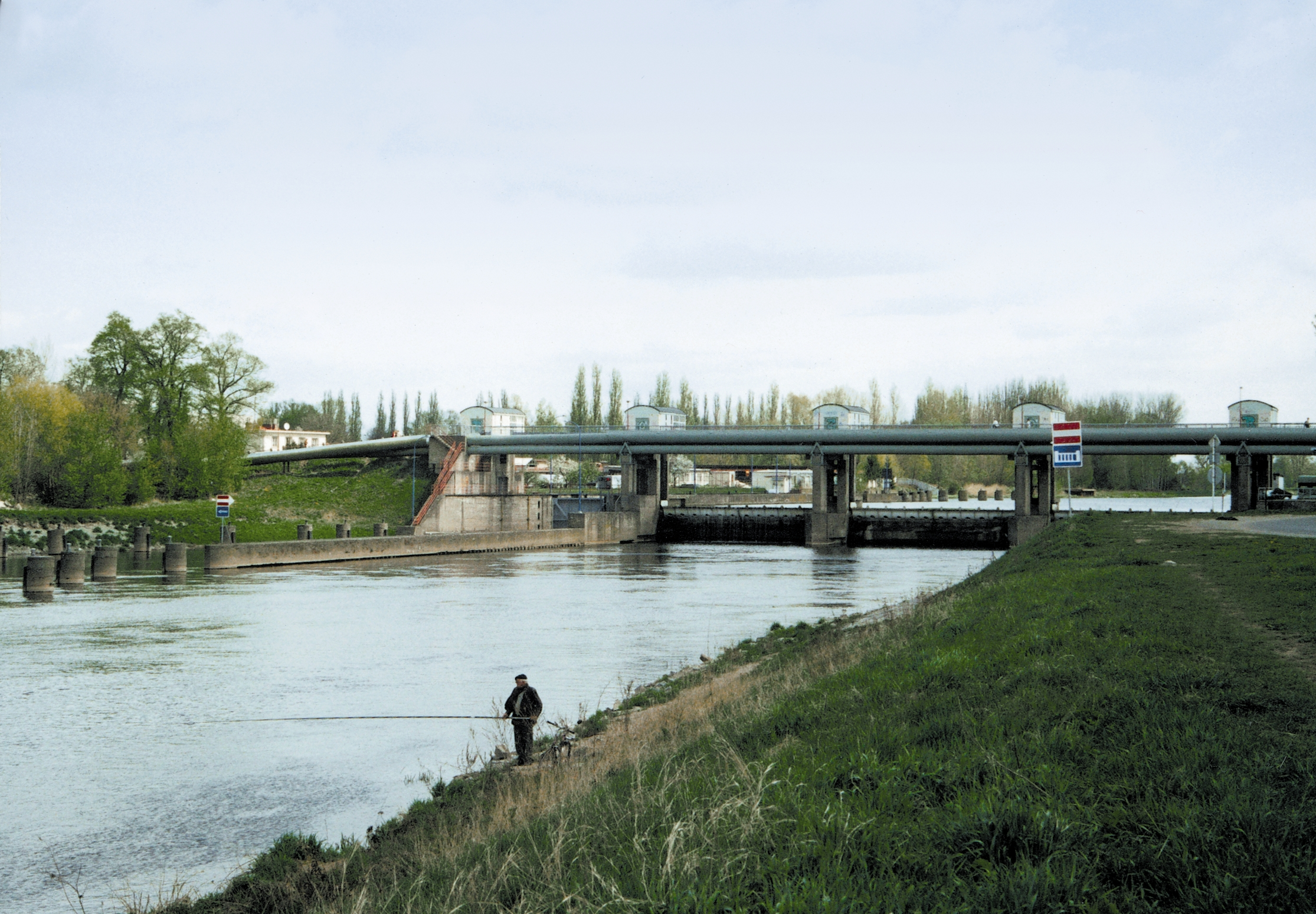
Zdymadlo na Labi v Pardubicích. V jeho zdrži, která sahá až po Kunětice plují rekreační, osobní a nákladní lodě.

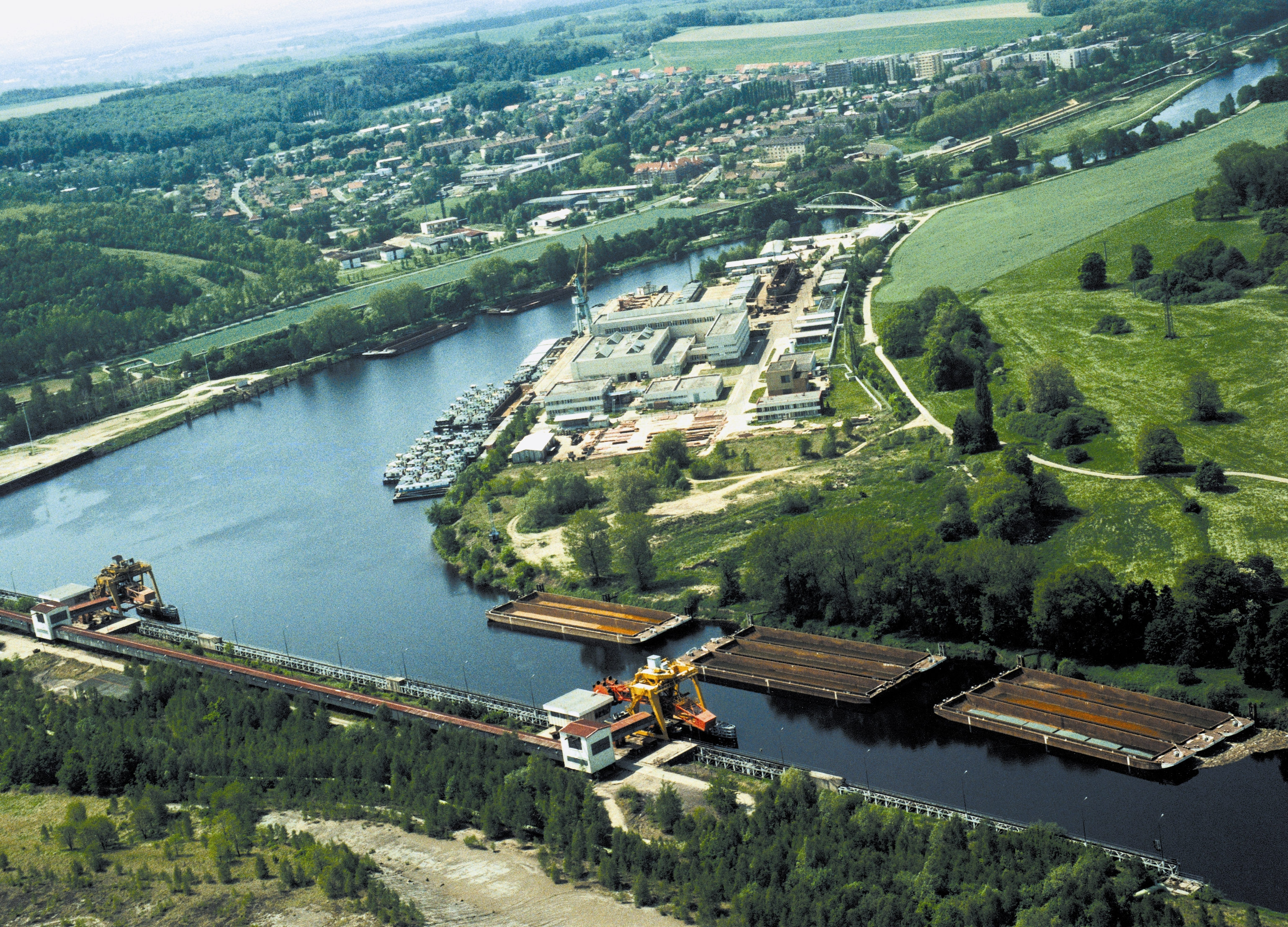
Přístav Chvaletice je zatím posledním přístavem na Labi.

Splavnění Labe z Chvaletic do Pardubic je projekt, který si za cíl klade prodloužení splavnosti Labe o 24 km z Chvaletic do Pardubic. Setkal se s kritikou části veřejnosti a nevládních organizací, kteří považují plánovaný plavební kanál za nešetrný k životnímu prostředí. 

## Historie projektu
Labe, tedy především Dolní Labe od Mělníka po proudu, bylo dopravní tepnou již od počátku historie. První archeologické důkazy o využití řeky k dopravě kamenných bloků jsou datovány do doby římské  Jako živá dopravní tepna spojující Čechy s mořem a severní Evropou sloužilo a slouží dodnes, přičemž největšího rozkvětu dosáhla labská plavba v druhé polovině 19. století. Na základě Labských plavebních akt, podepsaných roku 1821, a novelizovaných roku 1922, je Labe od soutoku s Vltavou po ústí do moře svobodnou mezinárodní vodní cestou, přístupnou bez omezení plavidlům všech národností
Pro zlepšení plavebních poměrů byla počátkem 20. století na Dolním Labi po Střekov a Vltavě vybudována souvislá kaskáda zdymadel. V 60. letech pak ze stejného důvodu přibylo v Německu nad Hamburkem vodní dílo Geesthacht . V současnosti probíhá, na základě Česko-Německého memoranda, zlepšení plavebních parametrů zbylého úseku řeky úpravou dřívější regulace a plánovanou výstavbou vodního díla Děčín, na minimální zajištěný ponor 140 cm po 365 dní v roce a 220 cm po 180 dní v roce.. Proti tomuto záměru a především proti výstavbě vodního díla Děčín, se však dlouhodobě staví nevládní organizace, například Arnika.
Naproti tomu Střední Labe bylo ve středověku plavebně využíváno pouze k plavbě vorů z Podkrkonoší do Kolína, pro potřeby Kutnohorských dolů. S úpravami Středního Labe od Mělníka po Pardubice výstavbou kaskády zdymadel, pro účely plavby, zavlažování a ochrany proti povodním, se začalo počátkem 20. století na základě říšského vodocestného zákona z r. 1901. Práce probíhaly s několika přestávkami po celé délce řeky a do 70. let 20. století se podařilo vybudovat souvislou vodní cestu z Mělníka do Chvaletic a izolovaný splavný úsek od Přelouče po Pardubice. 
V rámci současných splavňovacích prací bylo dokončeno splavnění mezi Chvaleticemi a začátkem Labských hrčáků v pl.km 112,430 nedaleko Přelouče. Dokončením posledních 2 km vodní cesty k zdymadlu Přelouč v pl.km 114,535 by se souvislá Labská vodní cesta prodloužila celkem o 24 km a dosáhla svého konečného cíle v koncovém přístavu Pardubice, včetně místa eventuálního zaústění labské větve Kanálu Dunaj-Odra-Labe nad Pardubicemi.

### Časová osa
- 1996 – Vláda rozhodla svým usnesením č.635/96, o zařazení splavnění do Pardubic mezi priority rozvoje vodních cest.
- 1999 – Začalo se s úpravou koryta mezi Chvaleticemi a Přeloučí.[7].
- 2000 – projekt splavnění do Pardubic získává kladné hodnocení EIA [8]
- 2003 – Na základě kladného hodnocení EIA ministr životního prostředí Libor Ambrozek vydává výjimky ze zákona 114/1992. Výjimky jsou podmíněny realizací mnoha kompenzačních opatření a přesunu ohrožených druhů živočichů a rostlin na náhradní lokality. Na těchto pracích začíná pracovat tým ekologických odborníků. Studie vypracovaná v tomto období bývalým ministrem životního prostředí Ivanem Dejmalem například uvádí, že stavbou způsobená ekologická újma bude plně kompenzována do 5 let po plánované výsadbě nové zeleně a do 25 let se ekologická hodnota nových biotopů zvýší o 40 procent oproti současné ekologické hodnotě území.[9]
- 2005 – 31. 12. projekt získal platné územní rozhodnutí.
- 2006 – městský soud v Praze ruší na základě žalob ekologických sdružení udělené výjimky ze zákona 114/1992, z formálních důvodů, konkrétně z důvodu chybějícího odůvodnění rozhodnutí. Ministerstvo životního prostředí podalo proti rozhodnutí kasační stížnost, ke které se připojilo i Ředitelství Vodních cest.
- 2007 – v lednu zvítězila ve výběrovém řízení na stavu průplavu firma Skanska. Plánuje začít stavbu již na jaře 2007. Ministr životního prostředí Martin Bursík však odmítá zachovat právní kontinuitu a odstranit formální nedostatky předešlé výjimky. Realizace projektu je pozastavena.
- 2008 – v květnu Nejvyšší správní soud potvrdil předešlé rozhodnutí městského soudu v Praze a zrušil výjimku k zásahu do biotopů chráněných druhů organizmů bývalého ministra životního prostředí Libora Ambrozka s odůvodněním, že ministerstvo se nezabývalo ochranou přírody a stavbu kanálu, jehož výstavba měla stát 2 miliardy Kč, tak zablokoval [10]. (v rozsudku stojí, že v odůvodnění udělení výjimky nebyl dostatečně popsán veřejný zájem převažující nad veřejným zájmem ochrany přírody. M. Šefara ve svém článku (viz výše u roku 2003) označil toto za "Lajdáckou práci úředníků MŽP")

- 2009
  - leden – nové vedení Pardubického kraje vzešlé z krajských voleb, plánuje na ministra životního prostředí Martina Bursíka podat žalobu pro porušení zákona. Podle názoru vedení kraje pro odmítnutí odstranit formální nedostatky v předešlé výjimce, která byla založena na kladném posouzení projektu v procesu EIA a na jejímž základě bylo již proinvestováno 750 mil. Kč, nebyl žádný reálný důvod.
  - únor – Ředitelství vodních cest podalo stížnost k Ústavnímu soudu ve věci zamítnutí kasační stížnosti proti předešlému rozhodnutí Nejvyššího správního soudu.[11]
- 2010
  - únor – Nejvyšší správní soud vyhověl kasačním stížnostem Ředitelství vodních cest ČR ve sporu o stavbu vodního díla na Labi u Přelouče. Zrušil skupinu verdiktů pardubického krajského soudu, kterými pardubičtí soudci zneplatnili různá rozhodnutí správních orgánů, jež se týkala sporného vodního díla. Pardubický soud musí kauzu prozkoumat znovu.[12]

## Projekt
Prodloužení splavnosti z Chvaletic do Pardubic s sebou nese vysoké náklady, které dohromady činí přes 2,5 miliardy korun. Investice by pravděpodobně byla částečně kryta z prostředků Evropské unie. 
Do Přelouče by se ještě musela řeka prohloubit, na tom se již v současnosti pracuje. Ale tam se totiž nachází jediný úsek Labe s bystřinným prouděním Hrčáky. Tuto unikátní lokalitu není možné zničit. Proto je zde jako kompromis mezi zájmy ekologů a plavby uvažována na pravém břehu Labe stavba kanálu, který tuto lokalitu obejde a na koryto Labe se napojí až nad jezem Přelouč. Celkově by kanál dosáhl délky 3150 m. V plavební komoře by lodě překonávaly výšku 8,4 m. V Srnojedech by se ještě musel modernizovat stávající jez. Na okraji Pardubic by vznikl velký přístav, sloužící pro nakládání a vykládání zboží až ze čtyř lodí zároveň.

## Klady
Ředitelství vodních cest ČR udává, že by po splavnění Labe bude možné po této řece přepravovat zejména hromadné substráty – tedy stavební materiály, zemědělské produkty a hnojiva. Předpokládá se také přeprava hutního zboží, kontejnerů a nadrozměrných nákladů. Svedení části nákladu ze silnic na vodu by zlepšilo dopravní situaci v regionu.
Především by se zhruba o 100 km zkrátila cesta nadměrných nákladů, mířících z ostravských hutí přes Pardubice do přístavu Mělník k naložení místními těžkými jeřáby do lodí k exportu do zahraničí. Tím by se nejen výrazně zlevnila doprava výrobků do místa určení, ale především zabránilo nadměrnému opotřebení polabských komunikací a obtěžování místních obyvatel.
Součástí projektu výstavby pravobřežního průplavu jsou i rozsáhlá kompenzační opatření, díky kterým by se již za 5 let od výstavby ekologická hodnota území vrátila na původní úroveň a do 25 let by se zvýšila oproti současnému stavu o 40%.

## Zápory
Na první pohled šalamounské řešení, spočívající ve výstavbě kanálu kolem cenných partií Labe, má své stinné stránky. Nový plavební kanál by protínal biocentrum Slavíkovy ostrovy, kde se vyskytují vzácné, celoevropsky chráněné druhy Natura 2000. 
Česká zemědělská univerzita shrnula výsledky následovně. Stavbou nebude zničeno naleziště žádné vzácné rostliny (česnek hranatý (Allium angulosum), uváděný z této lokality, nebyl nalezen). Stavba vážně ohrozí populaci modrásků očkovaných (Maculinea teleius) a modrásků bahenních (Maculinea nausithous). V rámci České republiky i Evropy jsou to velmi ohrožené druhy, kterých kriticky ubylo v posledních 40 letech. V poslední době však na loukách s rozumným obhospodařováním začíná přibývat (a to i v Přelouči). Modrásci jsou svým výskytem vázáni na rostlinu krvavec toten (Sanguisorba officinalis) a současně na mravence rodu Myrmica, v jejichž mraveništích prodělávají larvy druhou fázi vývoje. 
V okolí Přelouče se vyskytuje velmi životaschopná populace modrásků na několika loukách. Mezi těmito lokalitami modrásci velmi čile migrují. Jedna velmi bohatá populace by byla ze dvou třetin zničena a modrásci by se museli přesunout jinam. Je otázka, zda by to udělali, ale vědci se snaží připravit jim v okolí dobré podmínky. Slibněji prý vypadá šíření modrásků bahenních.
Na Slavíkových ostrovech byli několikrát nalezeni i brouci lesák rumělkový (Cucujus cinnaberinus) a páchník hnědý (Osmoderma eremita), oba jsou to druhy celoevropsky chráněné, podobně jako zmínění modrásci.
Projekt obsahuje rozsáhlá kompenzační opatření na kompenzaci možných zásahů do chráněných biotopů a bylo na něj i vydáno kladné stanovisko v procesu EIA 